# Langevad-Gletscher
Der Langevad-Gletscher ist ein Gletscher im Südwesten der Daniell-Halbinsel an der Borchgrevink-Küste des ostantarktischen Viktorialands. Er fließt 3 km südlich des parallel verlaufenden Bargh-Gletschers in südwestlicher Richtung und mündet in den unteren Abschnitt des Borchgrevink-Gletschers.
Der United States Geological Survey kartierte ihn anhand eigener Vermessungen und Luftaufnahmen der United States Navy aus dem Zeitraum zwischen 1960 und 1964. Das Advisory Committee on Antarctic Names benannte ihn 1969 nach dem neuseeländischen Elektrotechniker Michael William Langevad, der 1957 auf der Hallett-Station tätig war.